# Абдрасулов, Кадир
Кадир Абдрасулов, другой вариант имени — Кадыр (каз. Қадыр Әбдрасілов; 25 ноября 1938, аул Бесоба, Каркаралинский район, Карагандинская область, Казахская ССР, СССР — 8 июля 1984, там же) — шахтёр, бригадир горнорабочих шахты «Кировская» Карагандинского производственного объединения по добыче угля, Герой Социалистического Труда (1976). Депутат Верховного Совета Казахской ССР 10 созыва. Полный кавалер знака «Шахтёрская слава».

## Биография
Родился в 1938 году в ауле Бесоба Каркаралинского района Карагандинской области.
Трудовую деятельность начал в пятнадцатилетнем возрасте. Работал учётчиком в колхозе села Бесоба, потом переехал в Караганду, где устроился в 1956 году на работу запальщиком на шахту № 17 имени Калинина треста «Ленинуголь». После закрытия шахты № 17 имени Калинина работал на шахте № 22. В 1958 году возвратился в родное село Бесоба, где некоторое время работал в совхозе имени XXII съезда КПСС. Позднее возвратился в Караганду, где поступил на курсы машинистов угольного комбайна, по окончании которых работал помощником комбайнёра на угольной шахте № 19 треста «Ленинуголь». Потом работал машинистом очистного комбайна, был бригадиром горнорабочих очистного забоя шахты «Кировская» Карагандинского производственного объединения по добыче угля.
В 1976 году был удостоен звания Героя Социалистического Труда за досрочное выполнение планов девятой пятилетки. Избирался депутатом Верховного Совета Казахской ССР 10 созыва. Был членом Президиума Верховного Совета Казахской ССР.
Скончался 8 июля 1984 года. Похоронен на мусульманском кладбище села Бособа Каркаралинского района.

## Память
- Имя Кадира Абрасулова находится на стеле «Шахтёрская слава» в жилом массиве Майкудук города Караганда.
- Имя Кадира Абдрасулова носит улица в Караганде[1].

Документальный фильм режиссера Калилы Умарова «Звезда Кадыра»

## Награды
- Герой Социалистического Труда (1976)
- Орден Ленина (1976)
- Орден Ленина (1970)